# Batalla de Molins de Rei (1809)
La batalla de Molins de Rei de 1809 fou un combat de la Guerra del Francès lluitat el març de 1809 al Baix Llobregat.

## Antecedents
Després de la derrota a la Batalla de Molins de Rei el desembre de 1808, la divisió de Joseph Chabran seguí pel camí d'Igualada fins a Martorell, i la de Louis François Jean Chabot fins a Sant Sadurní d'Anoia mentre la resta del 7è exèrcit es dirigia en direcció a Tarragona. Saint-Cyr estableix el quarter general a Vilafranca del Penedès mentre Souham arriba fins al Vendrell i la divisió Pino fins a Sitges i Vilanova.
El general Desveaux, amb 800 homes continuà fins al Monestir de Montserrat, que prengueren, però foren perseguits pel sometent, destruint el destacament francès.
Aprofitant l'absència de l'exèrcit francès, el març de 1809, els sometents intentaren bloquejar Barcelona de nou.

## Batalla
El general Desveaux sortí de Barcelona el 5 de març amb infanteria, 100 cuirassers a cavall, i dos canons de 12 i dos obusos, en direcció a Molins de Rei, on els sometents i miquelets bloquejaven el pont de Carles III i estaven apostats a l'Ordal, dispersant-los.

## Conseqüències
Els sometents comandats per Joan Clarós i Preses, ajudats per una flota anglesa que bloquejava el port, es van reunir la nit del 7 de març al Pla de Barcelona per atacar-la però el gruix del sometent, que havia de creuar el Besòs es trobaren amb una riuada provocada per una tempesta i els fou impossible la maniobra, mentre Clarós era perseguit pels francesos.